# New City (New York)
New City település az USA New York államában, Rockland megyében, melynek megyeszékhelye is. Lakosainak száma 34 135 fő (2020. április 1.).

## Népesség
A település népességének változása:

| 2010 | 33 559 |
| 2020 | 34 135 |